# Ubaldo Sanzo
Ubaldo Sanzo (Roma, 9 aprile 1934) è uno storico e filosofo italiano.

## Biografia
Conseguita la laurea in filosofia insegna nei Licei Statali della provincia di Brindisi. Nel 1969, ammesso alla Scuola di Perfezionamento in Filosofia della Scienza dell'Università Statale di Milano, lavora alle dirette dipendenze di Ludovico Geymonat. Consegue, quindi, tutti i gradi accademici nell'Università del Salento, dove termina la carriera in qualità di professore ordinario e Coordinatore del Corso di Dottorato in Sociologia. Nel 2009, ha fondato l'Associazione Culturale di Volontariato “Nel Segno di Apollo Licio”.
Ha subito il fascino delle filosofie in auge negli anni della sua giovinezza, esistenzialismo e neorazionalismo. Ha rivolto la propria attenzione ai rapporti tra filosofia, scienza e società del periodo a cavallo fra Otto e Novecento. Si è occupato di autori quali H. Becquerel, P. Boutruox, O. M. Corbino, L. Couturat, P. e M. Curie, F. Enriques, E. Fermi, E. Frola, L. Geymonat, E. Husserl, G. Peano, H. Poincaré, B. Russell, G. Vailati.